# Dookie
Dookie je treći studijski album američke punk rock grupe Green Day. Objavljen je 1. veljače 1994. godine te je njihov prvi album snimljen s producentom Robom Cavallom. Snimljen je u listopadu 1993. u Fantasy Studios u Berkeleyju (Kalifornija). Tekstove pjesama uglavnom je napisao Billie Joe Armstrong, a temelje se na njegovim osobnim iskustvima s temama poput dosade, tjeskoba, veza i seksualnosti. Singlovi s albuma su  "Longview", "Welcome to Paradise", "Basket Case", "She" i "When I Come Around". Dookie je 1995. osvojio Grammy u kategoriji najbolji alterntivni glazbeni album. 

## Popis pjesama
1. "Burnout" – 2:07
2. "Having a Blast" – 2:44
3. "Chump" – 2:54
4. "Longview" – 3:59
5. "Welcome to Paradise" – 3:44
6. "Pulling Teeth" – 2:30
7. "Basket Case" – 3:03
8. "She" – 2:14
9. "Sassafras Roots" – 2:37
10. "When I Come Around" – 2:58
11. "Coming Clean" – 1:34
12. "Emenius Sleepus" (Mike Dirnt, Green Day) – 1:43
13. "In the End" – 1:46
14. "F.O.D." – 5:46

## Produkcija
- Billie Joe Armstrong – vokal i gitara
- Mike Dirnt – bas-gitara i prateći vokal
- Tré Cool – bubnjevi
- Rob Cavallo – producent
- Green Day – producent
- Jerry Finn - mikser

## Pozicije na top listama

### Album
| Top lista     | Pozicija |
| ------------- | -------- |
| Billboard 200 | 2        |
| UK Top 40     | 13       |
| Švedska       | 3        |
| Novi Zeland   | 1        |
| Austrija      | 4        |
| Finska        | 11       |
| Švicarska     | 6        |

## Vanjske poveznice
- Dookie na Musicbrainz.org